# Stromateus
Genre
Stromateus est un genre de poissons marins de la famille des Stromateidae.

## Description
Le genre Stromateus se distingue par l'absence d'épines semblables à des lames situées en avant des nageoires médianes, ces dernières ne présentant jamais une forme falciforme.

## Répartition
Selon Fishbase les espèces composant le genre sont présentes dans le Sud-Ouest de l'Atlantique (Stromateus brasiliensis), dans l'Atlantique Est (Stromateus fiatola) et dans le Sud-Pacifique (Stromateus stellatus). Par ailleurs, S. fiatola est considéré par l'UICN comme autochtone en Méditerranée.

## Étymologie
Ce nom de genre provient d’un terme utilisé par les anciens Grecs d’Égypte pour désigner un poisson inconnu, probablement originaire de la mer Rouge. Le mot est issu d’un terme signifiant « tapis ou couverture en patchwork », ce qui pourrait faire référence à la forme plate du poisson et à ses couleurs variées. Le naturaliste Rondelet avait déjà utilisé ce nom au XVIe siècle pour désigner l’espèce S. fiatola.

## Liste des espèces et sous-genres
Selon World Register of Marine Species (14 juin 2025) :
- Stromateus brasiliensis Fowler, 1906
- Stromateus fiatola Linnaeus, 1758
- Stromateus stellatus Cuvier, 1829
- Stromateus (Pampus) Bonaparte, 1834

## Systématique
Le nom valide complet (avec auteur) de ce taxon est Stromateus Linnaeus, 1758.
Stromateus a pour synonymes :
- Chrysostromus Lacepède, 1802
- Fiatola Cuvier, 1816
- Fiatola Risso, 1827
- Seserinus Oken, 1817

## Publication originale
- (la) Linnaeus, C. (1758). Systema Naturae per regna tria naturae, secundum classes, ordines, genera, species, cum characteribus, differentiis, synonymis, locis.  [The system of nature through the three kingdoms of nature, according to classes, orders, genera, species, with characters, differences, synonyms, places.]. Impensis Direct. Laurentii Salvii. Holmiae [Stockholm]. 1(10) [iii], 824 p. (lire en ligne).